# العلاقات المغربية الفانواتية
العلاقات المغربية الفانواتية هي العلاقات الثنائية التي تجمع بين المغرب وفانواتو.

## مقارنة بين البلدين
هذه مقارنة عامة ومرجعية للدولتين:
| وجه المقارنة                                              | المغرب                                 | فانواتو                                  |
| --------------------------------------------------------- | -------------------------------------- | ---------------------------------------- |
| المساحة (كم2)                                             | 710.85 ألف                             | 12.19 ألف                                |
| عدد السكان (نسمة)                                         | 36.07 مليون                            | 276.24 ألف                               |
| الكثافة السكانية (ن./كم²)                                 | 50.74                                  | 22.66                                    |
| العاصمة                                                   | الرباط                                 | بورت فيلا                                |
| اللغة الرسمية                                             | اللغة العربية، أمازيغية معيارية مغربية | اللغة البسلاما، لغة فرنسية، لغة إنجليزية |
| العملة                                                    | درهم مغربي                             | فاتو فانواتي                             |
| الناتج المحلي الإجمالي (بليون دولار)                      | 109.14 مليار                           | 862.88 مليون                             |
| الناتج المحلي الإجمالي (تعادل القوة الشرائية) بليون دولار | 274.06 مليار                           | 790.76 مليون                             |
| الناتج المحلي الإجمالي الاسمي للفرد دولار أمريكي          | 2.88 ألف                               | 2.81 ألف                                 |
| الناتج المحلي الإجمالي للفرد دولار أمريكي                 | 7.49 ألف                               | 3.03 ألف                                 |
| مؤشر التنمية البشرية                                      | 0.628                                  | 0.594                                    |
| رمز المكالمات الدولي                                      | +212                                   | +678                                     |
| رمز الإنترنت                                              | .ma                                    | .vu                                      |
| المنطقة الزمنية                                           | ت ع م+01:00                            | ت ع م+11:00                              |

## منظمات دولية مشتركة
يشترك البلدان في عضوية مجموعة من المنظمات الدولية، منها:
| علم المنظمة | اسم المنظمة                        | تاريخ انضمام المغرب | تاريخ انضمام فانواتو |
| ----------- | ---------------------------------- | ------------------- | -------------------- |
|             | يونسكو                             | 7 نوفمبر 1956       | 10 فبراير 1994       |
|             | مؤسسة التمويل الدولية              | 30 أغسطس 1962       | 28 سبتمبر 1981       |
|             | منظمة حظر الأسلحة الكيميائية       | ?                   | ?                    |
|             | مؤسسة التنمية الدولية              | 29 ديسمبر 1960      | 28 سبتمبر 1981       |
|             | منظمة التجارة العالمية             | 1995                | ?                    |
|             | وكالة ضمان الاستثمار متعدد الأطراف | 17 سبتمبر 1992      | 27 يوليو 1988        |
|             | الاتحاد البريدي العالمي            | ?                   | ?                    |
|             | الاتحاد الدولي للاتصالات           | 1 نوفمبر 1956       | 30 مارس 1988         |
|             | الأمم المتحدة                      | 12 نوفمبر 1956      | 15 سبتمبر 1981       |
|             | البنك الدولي للإنشاء والتعمير      | 25 أبريل 1958       | 28 سبتمبر 1981       |
|             | المنظمة الهيدروغرافية الدولية      | ?                   | ?                    |

## وصلات خارجية
- موقع وزارة الخارجية المغربية